# Clemente Faria
Clemente Faria foi um político e banqueiro brasileiro. Nascido no norte de Minas Gerais, na localidade de Pedra Azul.
Faria, filho de um próspero pecuarista, mudou-se para a capital para estudar e, em 1925, abriu o Banco da Lavoura de Minas Gerais, dividido em 1971 em dois bancos, um para cada qual de seus dois filhos: Aloísio de Faria ficou com o Banco Real e Gilberto Faria ficou com o Banco Bandeirantes, ambos já extintos.
Como político, Faria foi diversas vezes deputado estadual e também foi deputado federal, aproveitando a influência regional de seu pai, o Coronel Pacífico Farias, pertencente ao grupo político conservador denominado Gorutubanos ou Enopiões.